# ホセ・セレスティーノ・ムティス

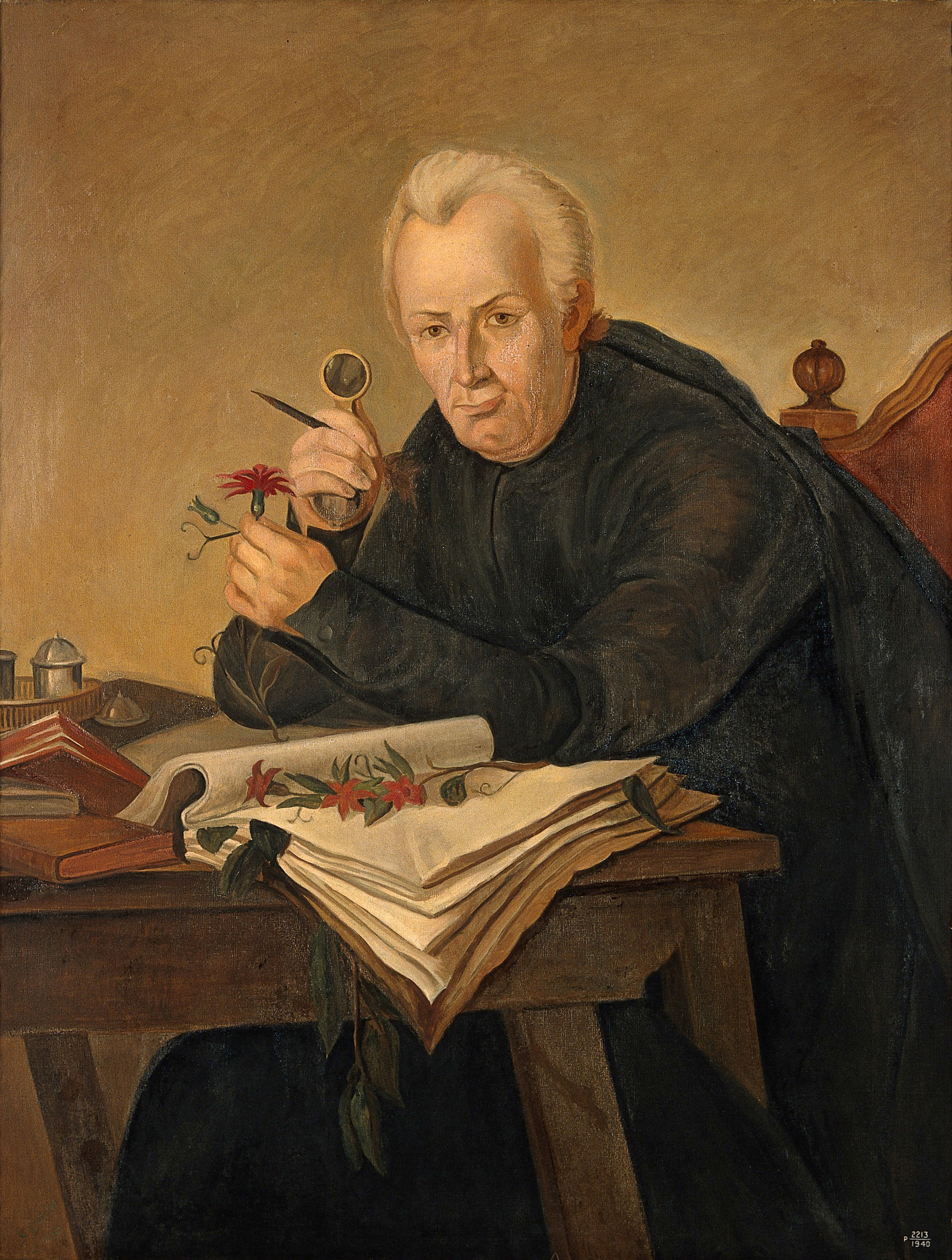

ホセ・セレスティーノ・ムティス （José Celestino Mutis、1732年4月6日 – 1808年9月11日）は、スペインの植物学者、司祭である。新大陸で博物学的探検を行った。

## 略歴
カディスで生まれた。洗礼名はJosé Celestino Bruno Mutis y Bosioである。カディスの医学校で医学と自然科学を学んだ。1755年にセビリア大学で医学の学位を得た。1757年に医学の博士号を得て、1757年から1760年の間、マドリードで解剖学の教授を務めながら、Migas Calientes植物園（後のマドリード王立植物園）で植物学を研究した。1760年に南米のスペイン植民地、ヌエバ・グラナダ副王領（Nuevo Reino de Granada）の新総督デ・ラ・セルダ（Pedro Messía de la Cerda）の個人医として、南米に渡った。1761年2月にボゴタに到着した時から1791年まで、記録、"Diario de Observaciones"を書き続けた。
スペイン属領に到着した後、薬草の研究や当時万能薬と考えられていたキナの研究を行い、"El Arcano de la Quina"（「キナの秘密」）を執筆した。
1763年からスペイン国王に南米の動植物の探検調査を行うように請願したが、認められるのは20年たった後になった。ムティスは動植物の標本を集め、スペインの学者やリンネらの外国の学者と文通した。1772年に司祭に叙階された。1783年に南米の動植物の探検調査は始められ、25年間に渡って広大な領域を探検し、何百という植物を発見し、詳細を記録し、何万点もの標本、何千点の図や文書や博物学的標本が集められた。集められた標本の多くは整理されないままに終わり、いくつかの文書はスペインに運ぶ間に失われた。
その他の科学的業績には、木製の衛星の食を利用して、ボゴタの経度を測定し、天文台の創設に貢献した。1801年にドイツの有名な博物学者、アレクサンダー・フォン・フンボルトはムティスの元に、2ヶ月間滞在し、ムティスの植物コレクションを賞賛した。1808年にボゴタで脳卒中で没した。
1784年にスウェーデン王立科学アカデミーの会員に選ばれ、1992年にスペインの2000ペセタ紙幣にムティスの肖像が用いられた。1983年から発行されたコロンビアの200ペソ紙幣にも肖像が用いられた。ボゴタ植物園の公式名称は彼の名を冠してる。
キク科の植物の属名 Mutisia などに献名されている。